# ジェームス・グレゴリー

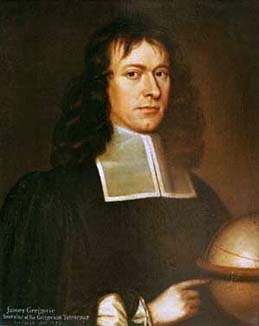
ジェームズ・グレゴリー

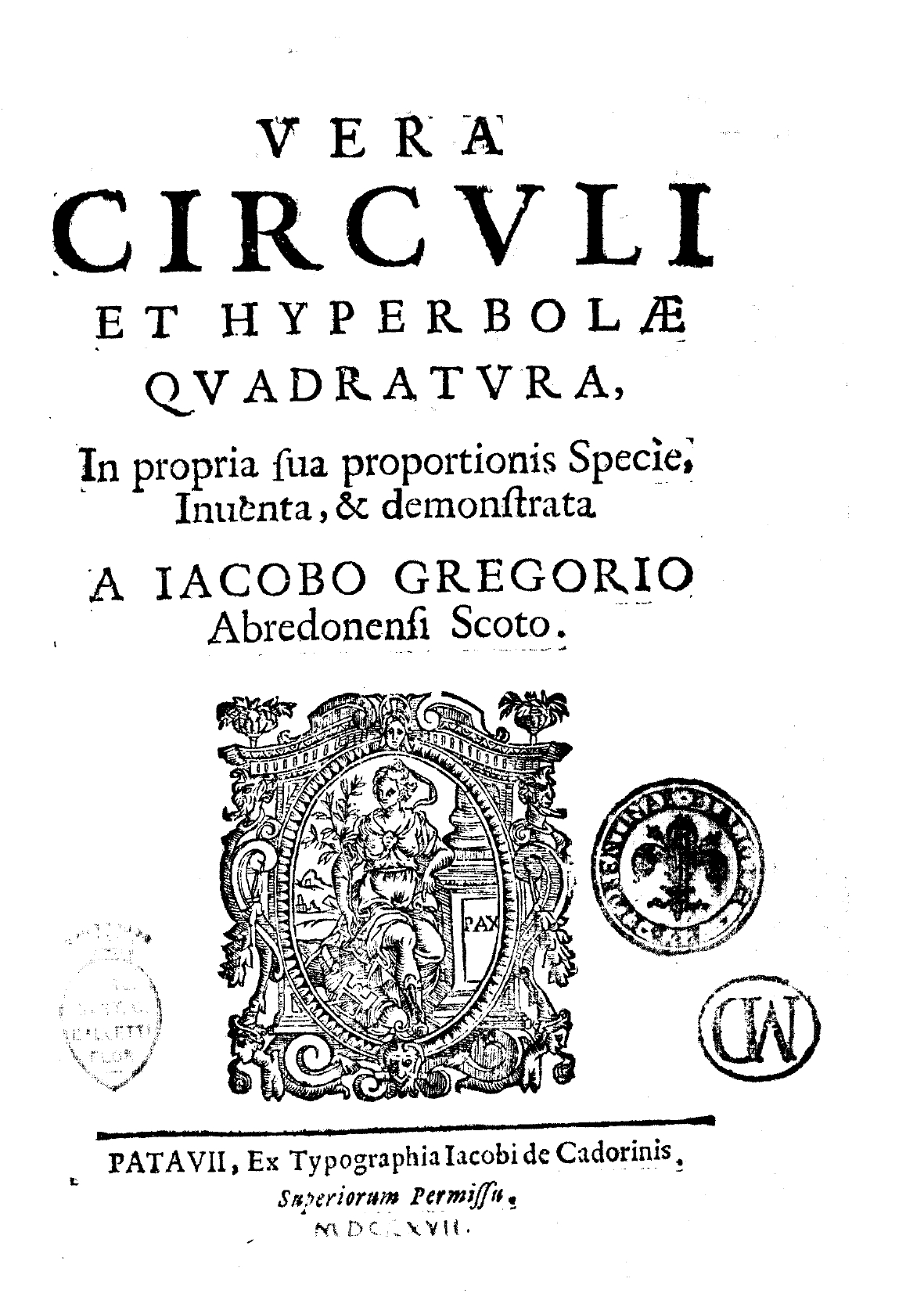
Vera circuli et hyperbolae quadratura, 1667

ジェームズ・グレゴリー（James Gregory 、1638年11月 - 1675年10月）は、スコットランド生まれの数学者、天文学者である。最初の実用的な反射望遠鏡であるグレゴリー式望遠鏡を考案した。
アバディーンシャーの ドラモーク に生まれた。セント・アンドルーズ大学、エディンバラ大学で教授を務めた。1668年、王立協会フェロー選出。2枚のレンズを重ねて色収差を消す方法を考案したデビッド・グレゴリーは甥。1675年エディンバラで没した。

## 業績
1663年に Optica Promota を出版し、小型の反射望遠鏡、いわゆるグレゴリー式望遠鏡について記述した。最初の実用的な反射望遠鏡で、今日ではあまり用いられないが1世紀半にわたって標準的な望遠鏡の地位を占め、ロバート・フックや王立協会の設立者の一人のロバート・モレーや、やはり反射望遠鏡を研究していたアイザック・ニュートンたちに注目された。
光の回折の分野でもニュートンのプリズムによる光の分散の実験の1年後にグレゴリーは鳥の羽を通った太陽の光が回折模様を描くことから、格子による光の回折を発見し、光がスペクトルの色に分かれることも観測した。
数学の分野では1667年に『円と双曲線の正しい求積』（Vera Circuli et Hyperbolae Quadratura）を出版し、収束無限級数を用いて円や双曲線の面積を求める方法を発表した。また、1668年にはメルカトル図法における赤道から任意緯線までの距離算出に必要となる、正割関数の積分、すなわち、グーデルマン関数の逆関数を解析的に実行した。

## グレゴリー級数
グレゴリーは逆正接関数のグレゴリー級数によっても知られる。これとは独立に1674年にゴットフリート・ライプニッツも同じ発見をしており、グレゴリー・ライプニッツ級数とも呼ばれる。
{\displaystyle \arctan x=\sum _{n=0}^{\infty }{\frac {(-1)^{n}}{2n+1}}x^{2n+1}=x-{\frac {1}{3}}x^{3}+{\frac {1}{5}}x^{5}-{\frac {1}{7}}x^{7}+{\frac {1}{9}}x^{9}-\cdots .}
これは x=1 のときにも成り立ち、ライプニッツの公式と呼ばれる。